# Davenport (Kalifornija)
Davenport je naseljeno područje za statističke svrhe u američkoj saveznoj državi Kalifornija. Prema popisu stanovništva iz 2010. u njemu je živjelo 408 stanovnika.